# چارلز پنس اسلیچر
چارلز پنس اسلیچر (انگلیسی: Charles Pence Slichter; ۲۱ ژانویهٔ ۱۹۲۴ – ۱۹ فوریهٔ ۲۰۱۸) دانشمند در زمینه اهل ایالات متحده آمریکا بود.
وی همچنین برندهٔ جوایزی همچون جایزه کامستاک در فیزیک و نشان ملی علوم شده‌است.